# 唐家三少
唐家三少（1981年1月10日—），本名張威，男，北京人，中國大陸網路作家，河北大學政法學院毕业，炫世唐門文化傳媒有限公司董事長，全國政協委員。閱文集團旗下起点中文网簽約的白金作家。作品有小說《光之子》、《善良的死神》、《冰火魔厨》、《狂神》、《生肖守护神》、《酒神》、《琴帝》、《天珠变》、《斗羅大陸系列》等。他的版稅收入在中國網絡作家中稱冠，由2008至2012年版稅收入累積達3,300萬元人民幣。

## 生平
2011年11月與当年明月同時入选中国作家协会，為网络作家入選的首例。同月25日，唐家三少与余华、刘震云、陈忠实、贾平凹、莫言、二月河等一百余名作家一起当选中国作家协会全国委员会委员，唐家三少也成为中国作协最高权力机构的第一位网络作家。
2018年9月11日晚接近凌晨，唐家三少在其微博发布称：“我的木子走了。 ”以此悼念过世的妻子李默。据悉，李默患有乳腺癌，自妻子患病后，唐家三少一直伴其左右，共同对抗病魔。
2024年7月1日，任北京市文学艺术界联合会兼职副主席。

## 作品
| 作品                                         | 發布網站                     | 狀態         | 發布時間       | 完結時間       |
| -------------------------------------------- | ---------------------------- | ------------ | -------------- | -------------- |
| 《光之子（页面存档备份，存于）》             | 起點中文網                   | 已完結       | 2004年2月24日  | 2005年5月21日  |
| 《狂神》                                     | 幻剑书盟                     | 已完結       | 2005年3月2日   | 2006年2月27日  |
| 《善良的死神（页面存档备份，存于）》         | 起點中文網                   | 已完結       | 2005年4月13日  | 2008年1月14日  |
| 《惟我獨仙（页面存档备份，存于）》           | 起點中文網                   | 已完結       | 2005年9月13日  | 2006年3月2日   |
| 《空速星痕（页面存档备份，存于）》           | 起點中文網                   | 已完結       | 2006年2月26日  | 2006年8月1日   |
| 《冰火魔廚（页面存档备份，存于）》           | 起點中文網                   | 已完結       | 2006年7月27日  | 2007年3月10日  |
| 《生肖守護神（页面存档备份，存于）》         | 起點中文網                   | 已完結       | 2007年3月2日   | 2008年1月20日  |
| 《琴帝（页面存档备份，存于）》               | 起點中文網                   | 已完結       | 2008年1月20日  | 2008年12月20日 |
| 《斗罗大陆》                                 | 起點中文網                   | 已完結       | 2008年12月14日 | 2009年12月13日 |
| 《酒神（页面存档备份，存于）》               | 起點中文網                   | 已完結       | 2009年12月10日 | 2010年11月28日 |
| 《天珠變（页面存档备份，存于）》             | 起點中文網                   | 已完結       | 2010年11月28日 | 2011年11月20日 |
| 《神印王座（页面存档备份，存于）》           | 起點中文網                   | 已完結       | 2011年11月20日 | 2012年11月19日 |
| 《斗罗大陆2绝世唐门》                        | 起點中文網                   | 已完結       | 2012年11月13日 | 2014年12月20日 |
| 《天火大道》                                 | 起點中文網                   | 已完結       | 2014年12月12日 | 2016年1月18日  |
| 《斗罗大陆外传神界传说》                     | 线下实体书中南天使京东官方店 | 已完結       | 2015年3月25日  | 2015年7月      |
| 《斗罗大陆3龙王传说》                        | 起點中文網                   | 已完結       | 2016年1月10日  | 2018年8月24日  |
| 《为了你我愿意热爱整个世界》                 | 起點中文網                   | 已完結       | 2016年1月10日  | 2018年8月24日  |
| 《大龟甲师》                                 | 起點中文網                   | 已完結       | 2018年8月20日  | 2018年11月22日 |
| 《拥抱谎言拥抱你》                           | 咪咕阅读                     | 已完結       | 2017年11月25日 |                |
| 《神澜奇域无双珠》                           | 爱奇艺文学                   | 已完結       | 2017年6月27日  | 2019年4月10日  |
| 《斗罗大陆外传唐门英雄传》                   | 起點中文網                   | 已完結       | 2018年11月22日 | 2018年12月4日  |
| 《守护时光守护你》                           | 咪咕阅读                     | 已完結       | 2018年12月     |                |
| 《斗罗大陆IV终极斗罗》                       | 起點中文網                   | 已完結       | 2018年12月14日 | 2021年5月20日  |
| 《隔河千里，秦川知夏》                       |                              | 已出版实体书 | 2019年4月      |                |
| 《神澜奇域海龍珠》                           | 爱奇艺文学                   | 已完結       | 2019年9月28日  | 2019年10月31日 |
| 《冰雪恋熊猫》                               |                              | 已出版实体书 | 2020年12月     |                |
| 《斗罗大陆V重生唐三 （页面存档备份，存于）》 | 起點中文網                   | 已完結       | 2021年5月15日  | 2022年12月9日  |
| 《一層光茵變身緣》                           |                              | 已出版实体书 | 2021年         |                |
| 《鬥羅大陸外傳史萊克天團》                   |                              | 已出版实体书 | 2021年         |                |

## 外部連結
- 起點中文網-唐家三少 簡介
- 唐家三少的新浪微博